# Technos (entreprise)

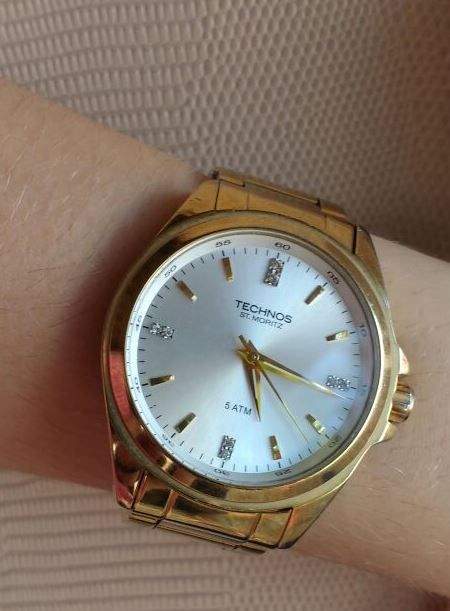

La marque horlogère Technos a été enregistrée et est utilisée depuis 1924 avec un succès grandissant, grâce à la qualité de ses montres mécaniques et automatiques. Après la Seconde Guerre mondiale, la marque a obtenu des parts de marché significatives, principalement au Japon et au Brésil. À l’instar de bien d’autres marques horlogères suisses, elle a presque été submergée par l’assaut de l’industrie horlogère japonaise au milieu des années 1970. Elle revit progressivement depuis le marché brésilien.

## Historique

### M. Gunziger-Hug S.A.
La compagnie fut fondée en 1900 sous le nom de « M. Gunzinger-Hug », par  Melchior Gunzinger, à  Welschenrohr, dans le Jura Suisse, Canton de Soleure, Suisse.

### Gunziger frères S.A.
Le fils de Melchior, Joseph Gunzinger, reprit le petit établissement horloger familial en 1920 et en modifia la raison sociale en « Gunzinger Frères SA ».
En 1924, il enregistra la marque Technos et débuta la fabrication et l’exportation de montres sous la marque. La marque Technos devint une marque réputée très demandée. L’entreprise grandit et devint une société importante, quasiment l’unique employeur de la région.  En 1970, quand Josef Gunzinger vendit la société à General Watch Co (en), elle employait 450 personnes et exportait partout dans le monde, mais principalement au Japon et au Brésil.
Rapidement cependant, le déclin débuta sous l’assaut des montres japonaises. Technos perdit peu à peu ses parts de marché. En 1976, seul le marché japonais passait encore quelques commandes.
En 1977, la société fut transférée à Bienne dans la fabrique des Montres Edox SA. Les deux organisations furent restructurées sous un nouveau management, afin de survivre à la crise. En 1980, Certina également intégrée à cette structure ad hoc.

### Gunziger frères S.A. Montres Technos CO, Welschenrohr
En 1982, la société fut vendue avec tous les droits à la marque Technos et les autres faisant partie de son patrimoine à son partenaire commercial de longue date : la société d’importation japonaise Heiwado & Co, Tokyo, qui en modifia le nom. Les nouveaux propriétaires accordèrent une licence d’utilisation limitée de la marque à la société d’importation Brésilienne, les autorisant à produire et vendre leurs propres montres Technos au Brésil.
1995, la société Technos vendit les droits à la marque pour le Brésil, l’ensemble de l’Amérique du Sud et des Caraïbes à TECHNOS RELÓGIOS SA. En 2002, la vente du solde des droits mondiaux fit de la société brésilienne la détentrice exclusive de tous les droits.
Cependant, la société Gunzinger Frères SA Montres TECHNOS CO, Welschenrohr, domicilié dans son village d’origine, existe toujours pour assurer le service après vente des nombreuses montres Technos Swiss Made vendues au Japon entre 1955 et 2002.

### Technos relógios S.A.
La présence de la marque Technos débuta au Brésil en 1956, quand Centauro Importadora de Rio Grande do Sul en débuta la représentation avec le slogan « The most punctual Swiss of the world » (La suisse la plus ponctuelle du monde). Maintenant, dénommée Technos relógios S.A., et sa parente, la société Technos da Amazônia Indústria e Comércio Ltda, toutes deux à 100 % brésilienne produisent environ un million de montres par année dans leur fabrique de Manaus. Les montres Technos sont maintenant équipées de mouvements Citizen et ne sont donc plus Swiss made.
Technos est devenue la marque leader au Brésil avec une part de marché de 35 %. La première société de son secteur d’activités à obtenir la certification ISO 9002, elle a également obtenu à plus de 26 reprises le prix « Mérito Lojista ».

### Technos da Amazonia Swiss SARL
Technos Brésil détient les droits mondiaux à la marque par leur filiale Suisse, à Neuchâtel, Suisse.

## Littérature
- Welschenrohr.f Ein Stück Wirtschaftsgeschichte aus dem Kanton Solothurn. (Technos W.) Sol. Ztg. 1950, Nr. 220, v. 22. Sept.
- Technos. 50 Jahre Gebrüder Gunzinger A. G., W. 1900—1950. Sol. 1950
- Jahrbuch für Solothurnische Geschichte 73. Band, 2000, pages 117-177, "Aufstieg und Niedergang der Uhrenindustrie in Welschenrohr", par Christof Schmid, révisé par Urban Fink - Vogt-Schild/Habegger Medien AG, Solothurn, Switzerland
- Fleissige Hände, Uhrenindustrie in Welschenrohr und im Thal" (1880-1980), par Urban Fink, 2000, Gemeindekanzlei Welschenrohr, Switzerland